# 南迳镇
南迳镇，是中华人民共和国江西省赣州市全南县下辖的一个乡镇级行政单位。

## 行政区划
南迳镇下辖以下地区：
南迳村、热水村、中切村、大田村、罗田村、马古塘村、武合村、黄云村、黄里村、分水村、大庄村和古家营村。